# Ploskolebec vodní
Ploskolebec vodní (Agkistrodon piscivorus) je jedovatý had z čeledi zmijovitých a podčeledi chřestýšovitých, žijící na jihovýchodě Spojených států amerických (především na Floridě, kde se mu přezdívá cottonmouth či water moccasin). Druhové vědecké jméno piscivorus je odvozeno z latinských slov piscis a vorus a doslova znamená „rybožrout“. Ve spojení s významem rodového jména by šlo vědecké jméno přeložit jako „hákozubý rybožrout“.

## Popis
Ploskolebec vodní je silný osvalený had. Je největším druhem rodu Agkistrodon, dospělci normálně měří okolo 80 cm a váží 200 až 600 gramů, přičemž samci bývají větší než samice. Nicméně ve výjimečných případech mohou dorůst až okolo 180 centimetrů a mohou vážit i přes 4 kilogramy. Hlava ploskolebce vodního ve tvaru rýče je obvykle černé až hnědé barvy. Po celé délce těla se táhnou tmavé příčné pruhy, jež poblíž ocasu černají. Vnitřek tlamy bývá zářivě bílý, díky čemuž si tento druh ploskolebce vysloužil své anglické jméno cottonmouth ("bavlněná tlama"). Ocas mláďat může být na špičce žlutě zbarven. Občas se stává, že je ploskolebec vodní zaměňován s ploskolebcem americkým. Pravda je ovšem taková, že podobní jsou si pouze mladí jedinci těchto dvou druhů.

## Biologie
Ploskolebec vodní je nejvíce ze všech ploskolebců vázán k vodnímu prostředí. Žije obvykle v bažinách, mokřadech, jezerech, rybnících a rozličných vodních tocích nebo v jejich blízkosti. Toleruje i brakickou či dokonce slanou vodu. Může žít i v rýžových polích. Nicméně nejde o čistě vodního tvora. Dokáže totiž dlouhodobě tolerovat i suché prostředí, někteří jedinci byli nalezeni až 1,6 km od vodního zdroje.

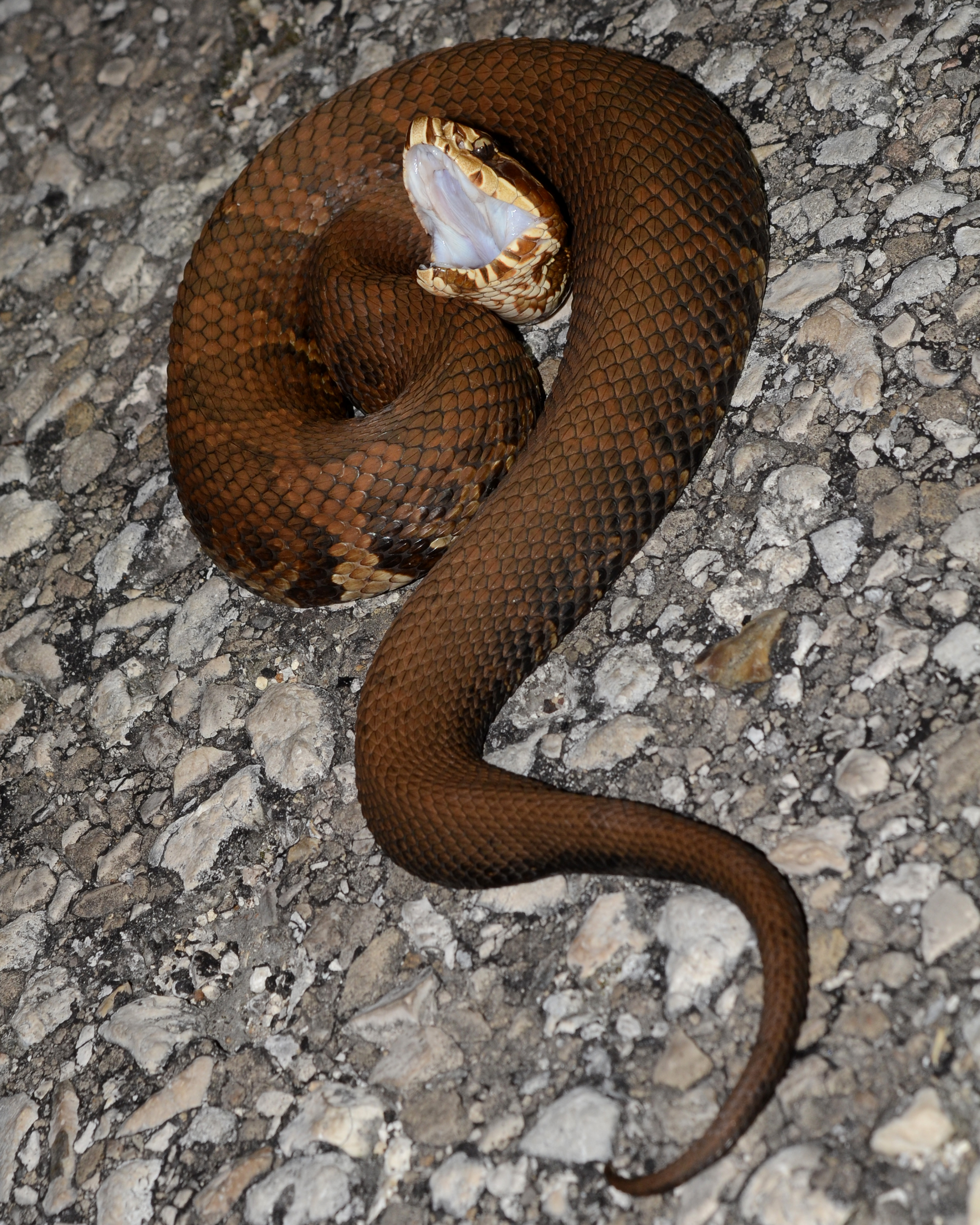
Hrozící ploskolebec s otevřenou bíle zbarvenou tlamou (proto anglické jméno cottonmouth - "bavlněná tlama")

### Chování
Ploskolebec vodní bývá aktivní kdykoliv během dne, zvláště poté, co svůj organismus na vhodném místě ohřeje. Nicméně udává se, že je spíše nočním tvorem. Je sice považován za agresivního hada, ale testy toto tvrzení příliš nepodporují. Pokud se cítil ohrožen, v cca polovině testovaných případů se snažil utéct. Nicméně, když už se rozhodne potenciální hrozbě postavit, využívá několik možností, jak protivníka zastrašit. Vibruje ocasem, točí se do smyček, otevírá tlamu a dokonce vypouští z anální žlázy páchnoucí tekutinu. V asi jedné třetině případů podpořil had své hrozby i uštknutím.
Má množství přirozených nepřátel, především dravé ptáky, masožravé vodní ptáky, mývaly, a dravé želvy.

### Potrava
Ploskolebec vodní je potravní oportunista, nicméně nejčastěji loví ryby a žáby. Další kořistí jsou malí savci, ptáci a plazi. Kanibalismus byl rovněž zaznamenán. Ploskolebec sice útočí svým jedem, někdy však lapené zvíře přidusí i smyčkami svého těla.

### Rozmnožování
Jedná se o živorodého hada. Samice rodí obvykle 5 až 9 (maximálně 16) mláďat jednou do roka. Z toho průměrně 3 se dožijí dospělosti. Ploskolebec je poměrně dlouholetý druh, dožívá se běžně okolo 20 let.

## Jed
Jed ploskolebce vodního funguje na cytotoxické bázi - ničí tkáně. Uštknutí je poměrně bolestivé a projevuje se otokem, ekchymózou a zpuchřením kůže. Někdy dochází k nekróze tkáně. Ačkoliv uštknutí lidí končí smrtí jen vzácně, pokousání zanechává jizvy a někdy si vyžádá i amputaci zasažené končetiny. Na rozdíl od mnoha jiných chřestýšovitých hadů neobsahuje jed ploskolebce neurotoxiny. Při uštknutí se jako antisérum obvykle podává CroFab, které obsahuje komponenty z jedu čtyř chřestýšovitých hadů.